# 금향초등학교
금향초등학교는 대한민국 경기도 파주시에 있는 공립 초등학교이다.

## 학교 연혁
- 2004년 1월 5일 - 금향초등학교 설립 인가
- 2005년 3월 1일 - 병설유치원 개원(1학급)
- 2005년 3월 1일 - 초대 한필연 교장 취임
- 2005년 3월 1일 - 금향초등학교 개교(13학급,498명)
- 2006년 2월 17일 - 제1회 졸업식(남:14명,여:25명,계:39명)
- 2008년 10월 23일 - 학교평가 실시(우수학교 지정)
- 2010년 3월 1일 - 경기도교육청 지정 교내 자율장학 시범학교 운영(2년)
- 2011년 3월 1일 - 제4대 이민석 교장 취임
- 2011년 3월 1일 - 온종일돌봄교실 개설(1학급)
- 2012년 2월 14일 - 제7회 졸업식(166명,총 졸업생 725명)
- 2012년 3월 1일 - 경기도교육청지정 교과특성화학교 운영(보컬밴드)
- 2012년 3월 1일 - 일반(27), 어울림반(1), 병설유치원(1) 학급 편성
- 2012년 3월 2일 - 2012학년도 입학식(남:77명,여:52명,총:129명)
- 2013년 3월 4일 - 2013학년도 입학식(남:60명,여:69명,총:129명)
- 2014년 3월 4일 - 2014학년도 입학식(남:62명,여:73명,총 135명)
- 2015년 3월 2일 - 2015학년도 입학식(남:55명,여:51명,총 106명)
- 2016년 3월 2일 - 2016학년도 입학식(남:62명,여:56명 총:118명)
- 2017년 3월 2일 - 2017학년도 입학식(남:57명,여:49명 총:106명)
- 2017년 3월 2일 - 일반(24), 어울림반(1), 병설유치원(4) 학급 편성
- 2018년 3월 2일 - 제5대 주윤화 교장 취임 / 2018학년도 졸업식(남:59명,여:61명 총:120명)
- 2019년 3월 4일 - 2019학년도 입학식(남:57명,여:65명 총:122명)
- 2019년 3월 4일 - 일반(26), 어울림반(2), 병설유치원(4) 학급 편성
- 2020년 3월 2일 - 일반(24), 어울림반(2), 병설유치원(4) 학급 편성